# Dolni Lúkovit
Dolni Lúkovit (búlgaro: До̀лни Лу̀ковит) es un pueblo de Bulgaria perteneciente al municipio de Ískar de la provincia de Pleven.
Se ubica en la orilla occidental del río Iskar, unos 5 km al noroeste de la capital municipal Ískar.

## Demografía
En 2011 tenía 1821 habitantes, de los cuales el 93,35% eran étnicamente búlgaros y el 5,98% gitanos.
En anteriores censos su población ha sido la siguiente:
| Gráfica de evolución demográfica de Dolni Lúkovit entre 1934 y 2011 |
|                                                                     |